# Авзония
Вижте пояснителната страница за други значения на Авзония.
 За други значения вижте Авзония (пояснение).
Авзония (Ausonia; Ausones; Ausoni; гръцки: Αὔσονες; италиански: Ausoni) e древното легендарно име за западния италиански бряг.
Авзония се е намирала в древна Долна Италия, Беневенто, Кампания и вероятно също и Апулия.
Тази територия е населявана от древния народ авзони, които ги смятат и за аврунки. 
През 11 век пр.н.е. от Илирия през канала Отрантски проток пристигат дауните, япигите, месапите и певкетите, изгонват старото население авзони и се заселват на тази територия в днешна провинция Бари.
В древноримската поезия „авзони“ е използвано като общо название за италиците (италийци), а „Авзония“ като поетично название за Италия.
Във византийската художествена традиция понятието „авзони“ се ползва до XII век - например, поетът Йоан Геометър писал за българо-византийските войни: „Никога не бих казал, че мизийските стрели са по-силни от авзонските копия“.
От названието на тази народност произлиза името Авзоний и кръстеният на него през Средновековието римски път Via Ausonia.
На древните авзони е наречена планината Monti Ausoni (Авзони), която се намира в южен Лацио на 100 km от Рим.
Градове на авзоните според Ливий са:
Аузония (Лацио), Минтурно, Весция и Сеса Аврунка.
При Калес в провинция Казерта, Кампания са намерени останки от град на авзоните.